# Stewie is Enciente
Stewie is Enciente é o décimo segundo episódio da décima terceira temporada da série de televisão norte-americana Family Guy, sendo exibido originalmente na noite de 8 de Março de 2015 pela Fox Broadcasting Company (FOX) nos Estados Unidos.

## Enredo
Depois que Brian decide que não quer mais ter amizade com Stewie, ele tenta salvar sua relação impregnando-se com o DNA de Brian. Enquanto isso Peter, Joe, Quagmire, e Cleveland fazem uma tentativa de tornar um vídeo ser mania entre os usuários da internet, ou seja, um viral.

## Produção
Em uma entrevista antes do início da temporada, o produtor executivo da série Steve Callaghan disse à Entertainment Weekly sobre o episódio, que foi planejado para ser o de número 250 na ordem de exibição. Ele revelou que "quando Stewie acaba de dar à luz, não é o que ninguém espera."

## Recepção

### Avaliação Crítica
Escrevendo para a Entertainment Weekly, Katrina Tulloch encontrou a melhor piada do episódio num trecho em que Stewie insulta uma mulher grávida de aparência mais avançada na loja. Ela disse que "Dependendo de onde você está na vida, esta história poderia ou fazer você rir ou fazer você ficar terrivelmente deprimido" e que "o ponto é claro: As pessoas gostam de vergonha alheira referente ao corpo e racismo na internet.

### Audiência
De acordo com o instituto de medição de audiências Nielsen Ratings, o episódio foi visto em sua exibição original por 3,98 milhões de telespectadores, recebendo uma quota de 2,1/6 na demográfica de idades 18-49. O show foi o segundo mais visto da FOX naquela noite, perdendo apenas para um episódio da série The Last Man on Earth.